# Коломье (Франция)
Коломье́ (фр. Colomiers, окс. Colomièrs) — коммуна во Франции, находится в регионе Юг — Пиренеи. Департамент — Верхняя Гаронна. Входит в состав кантона Тулуза-13. Округ коммуны — Тулуза.
Код INSEE коммуны — 31149.

## География

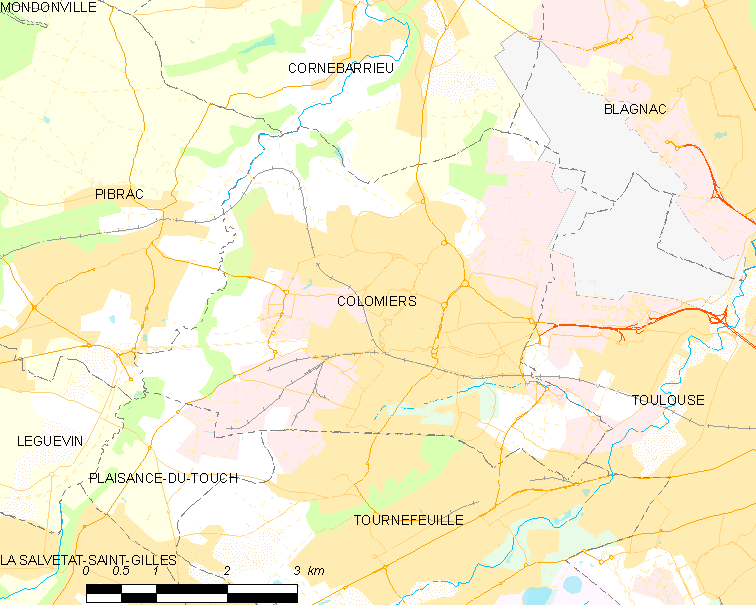
Карта коммуны

Коммуна расположена приблизительно в 590 км к югу от Парижа, в 9 км к западу от Тулузы.

## Климат
Климат умеренно-океанический. Зима мягкая и снежная, весна характеризуется сильными дождями и грозами, лето сухое и жаркое, осень солнечная. Преобладают сильные юго-восточные и северо-западные ветры.

## Население
Население коммуны на 2010 год составляло 35 186 человек.
| 1962 | 1968   | 1975   | 1982   | 1990   | 1999   | 2010   |
| ---- | ------ | ------ | ------ | ------ | ------ | ------ |
| 4607 | 10 584 | 20 126 | 23 326 | 26 979 | 28 538 | 35 186 |

## Администрация
| Период | Период | Фамилия             | Партия                                     | Примечания                            |
| ------ | ------ | ------------------- | ------------------------------------------ | ------------------------------------- |
| 1944   | 1966   | Эжен Монтель        | Французская секция Рабочего интернационала | председатель генерального совета      |
| 1966   | 2001   | Алекс Реймон        | Социалистическая партия                    | председатель генерального совета      |
| 2001   | 2014   | Бернар Сикар        | Социалистическая партия                    | вице-председатель генерального совета |
| 2014   | 2020   | Карин Траваль-Мишле | Социалистическая партия                    |                                       |

## Экономика
В 2010 году среди 23 888 человек трудоспособного возраста (15—64 лет) 17 709 были экономически активными, 6179 — неактивными (показатель активности — 74,1 %, в 1999 году было 72,5 %). Из 17 709 активных жителей работали 15 710 человек (8418 мужчин и 7292 женщины), безработных было в 1999 (892 мужчины и 1107 женщин). Среди 6179 неактивных 2643 человека были учениками или студентами, 1622 — пенсионерами, 1914 были неактивными по другим причинам.

## Достопримечательности
- Церковь Св. Радегунды[фр.] (1522 год)
- Древнеримская вилла Грамон
- Замок Кабироль
- Замок Рамасьер
- Замок Распо

## Фотогалерея

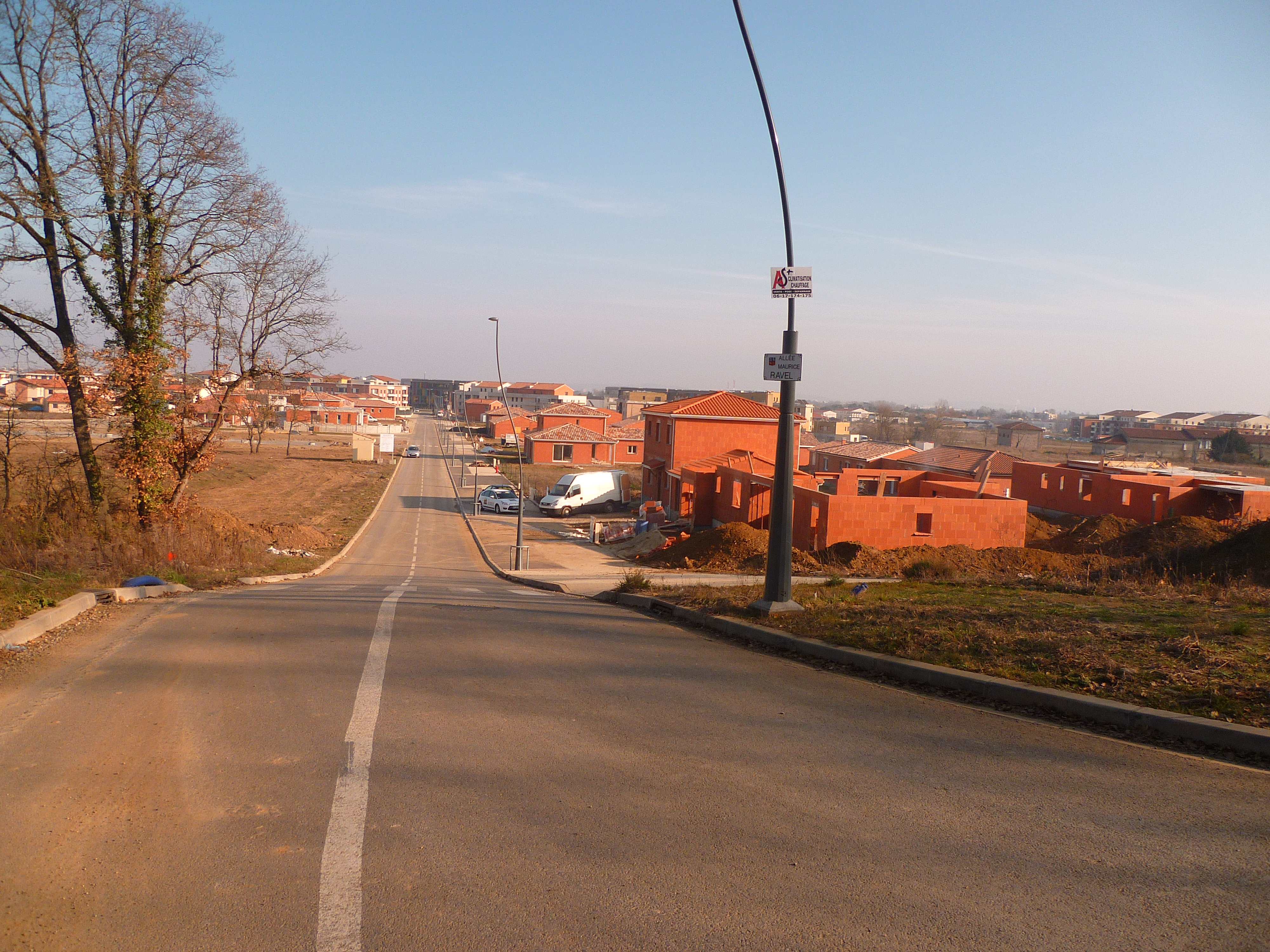
Аллея Мориса Равеля
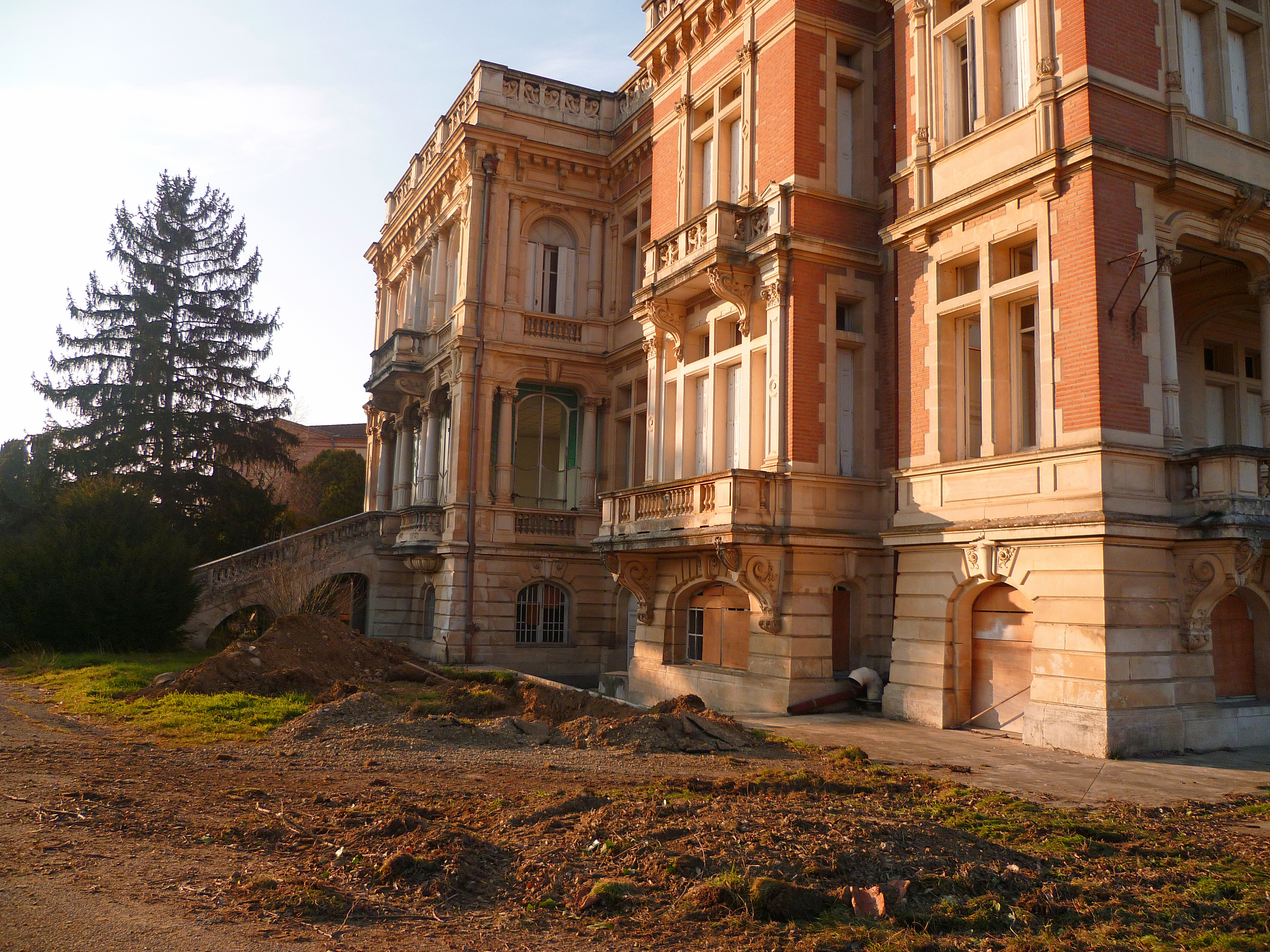
Замок Кабироль
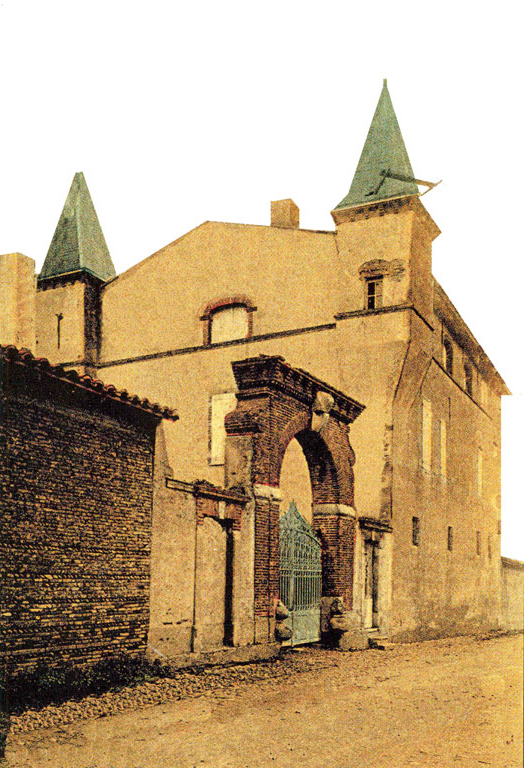
Замок Распо
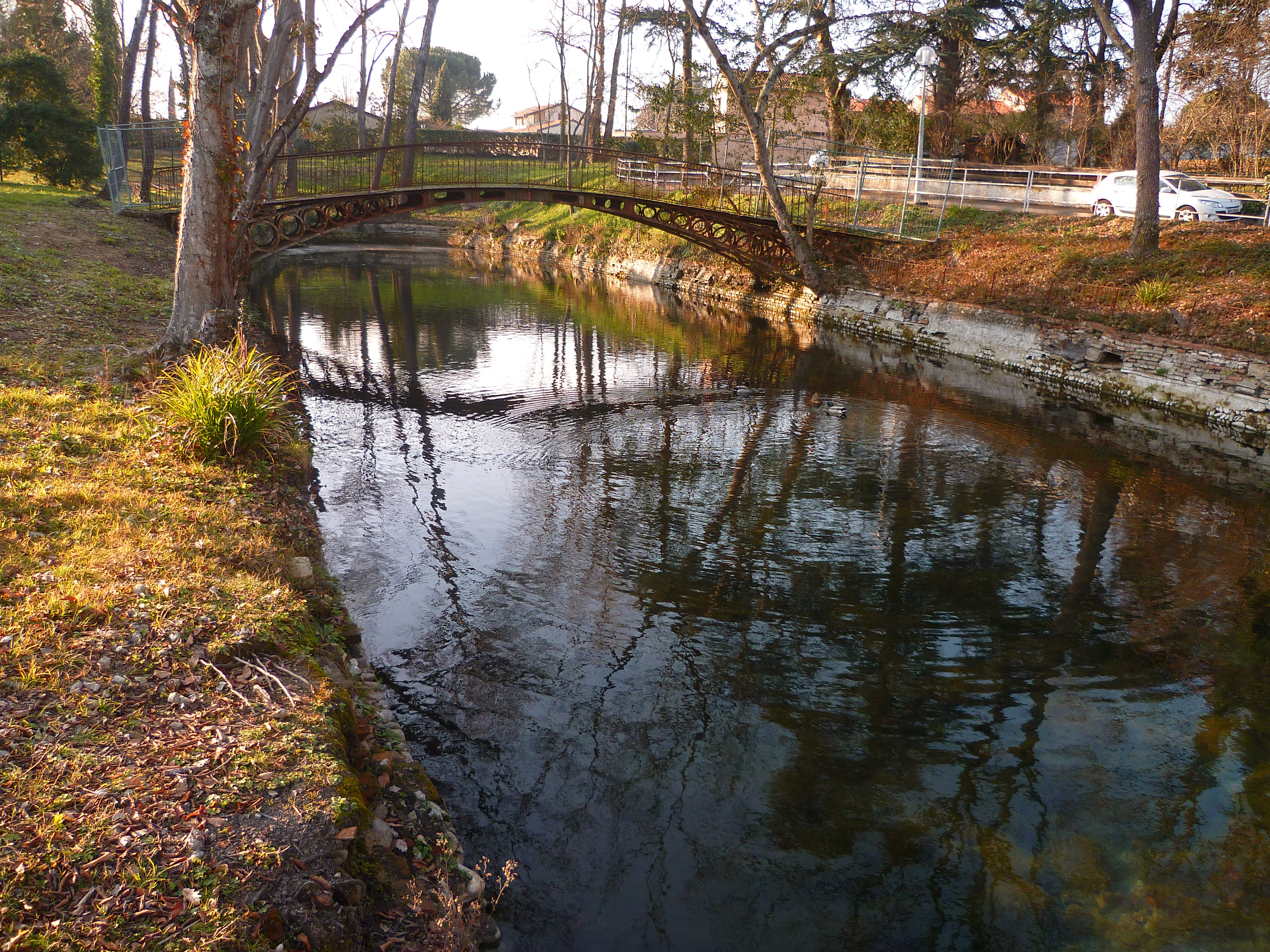
Парк Кабироль и река Армюрье